# Каменка (Львовская область)
Каменка (укр. Кам'янка) — село в Сколевской городской общине Стрыйского района Львовской области Украины.
Население по переписи 2001 года составляло 447 человек. Занимает площадь 650 км². Почтовый индекс — 82602. Телефонный код — 3251.